# Gare de Saint-André (Nord)
Gare de Saint-André vasútállomás Franciaországban, Saint-André-lez-Lille településen.

## Vasútvonalak
Az állomást az alábbi vasútvonalak érintik:
- Lille–Fontinettes-vasútvonal

## Kapcsolódó állomások
A vasútállomáshoz az alábbi állomások vannak a legközelebb:
- Gare de La Madeleine
- Gare de Pérenchies